# Nanochromis nudiceps
 Nanochromis nudiceps és una espècie de peix de la família dels cíclids i de l'ordre dels perciformes que es troba a Àfrica, a la conca del riu Congo.
Els mascles poden assolir els 7 cm de longitud total.